# Lambda Cygni
Désignations
Lambda Cygni (λ Cygni / λ Cyg) est une étoile triple de la constellation boréale du Cygne. Elle est visible à l'œil nu avec une magnitude apparente combinée de 4,54. D'après la mesure de sa parallaxe annuelle par le satellite Hipparcos, le système est distant d'environ 240 pc (∼783 al) de la Terre. Il se rapproche du Système solaire à une vitesse radiale de −23 km/s.

## Description
Lambda Cygni est un système d'étoiles triple. Deux d'entre-elles, désignées λ Cygni Aa et Ab, forment une binaire spectroscopique et elles sont orbitées par une troisième composante visuelle, λ Cygni B. La séparation entre λ Cygni A et B est inférieure à une seconde d'arc, .

### Lambda Cygni Aa et Ab
λ Cygni Aa et λ Cygni Ab forment une binaire spectroscopique dont les deux étoiles sont de magnitudes 5,4 et 5,8. Elles tournent l'une autour de l'autre selon une période orbitale d'environ 12 ans et avec une excentricité de 0,52. Considérant la distance du système, cela donne une séparation moyenne entre les deux étoiles de 11,3 ua et cette séparation varie entre 5 et 17 ua au cours de l'orbite.
Elles apparaissent être toutes les deux des étoiles bleu-blanc de la séquence principale similaires qui sont 6,4 fois plus massives que le Soleil. Au moins l'une est une étoile Be qui génère une forme émission issue d'un disque circumstellaire de matériel en orbite. Pour l'observateur terrestre, ce disque apparaît être approximativement de profil, ce qui fait qu'elle a été cataloguée comme une étoile à enveloppe.

### Lambda Cygni B
λ Cygni B est également une étoile bleu-blanc de la séquence principale de type spectral B7V, et d'une magnitude de 6,24. Elle est connue depuis le 19e siècle et en date de 2022, elle était séparée de λ Cygni A de seulement 0,9″. Les deux composantes complètent une orbite tous les 391 ans et leur séparation moyenne est estimée à 183 ua. Cette orbite apparaît également être excentrique, la séparation variant ainsi entre 101 et 216 ua. λ Cygni B est estimée être 5,1 fois plus massive que le Soleil.

### Composantes optiques
Il existe plusieurs autres compagnons recensés à proximité de λ Cygni dans les catalogues d'étoiles doubles et multiples. Le plus brillant, désigné C, est également connu depuis le 19e siècle. Cette étoile de dixième magnitude était localisée à une distance angulaire de 82,8″ et selon un angle de position de 106° de λ Cygni A en date de 2018. Des observations plus récentes ont mis en évidence d'autres compagnons plus faibles, D (à environ 9″ de C), E (à environ 40″ de C) et F (à environ 52″ de A), tous de quatorzième magnitude. Toutes ces étoiles apparaissent être des doubles purement optiques qui ne sont pas physiquement liées au système.